# Zbigniew Lutomski
Zbigniew Lutomski (ur. 4 grudnia 1934 w Grodnie) – polski grafik, malarz i pedagog.
Studiował w Akademii Sztuk Pięknych w Krakowie, dyplom w 1960 r. Profesor Poznańskiej Wyższej Szkoły Sztuk Plastycznych, gdzie od 1965 roku prowadzi pracownię drzeworytu, a od 1996 także profesor Akademii Sztuk Pięknych w Poznaniu i Krakowie. Należy do Société Internationale des Graveurs sur Bois XYLON. Artysta uprawia grafikę artystyczną i użytkową. 

## Wystawy indywidualne
- 1976 Instytut Kultury Polskiej, Londyn (Anglia)
- 1979 Galeria BWA, Białystok
- 1980 Galeria ARS 2, Maribor, (Słowenia)
  - Galeria BWA, Poznań
- 1982 Galeria BWA, Łódź
- 1988 Galeria ASP, Kraków
- 1990 Galeria BWA, Opole
  - Muzeum Cieszyńskie,  Cieszyn
- 1991 Mała Galeria Grafiki, Lublin
- 1992 Galeria BWA, Zamość
- 1996 Galeria Garbary 48, Poznań
- 1998 "Graficy z Krakowa", Muzeum Narodowe "Nowy Gmach", Kraków
  - Muzeum Warmii i Mazur, Galeria "Zamek", Reszel
- 2000 Jan Fejkel Gallery, Kraków
  - Państwowa Galeria Sztuki, Sopot
- 2003 Galeria Sztuki Współczesnej, Przemyśl

## Nagrody i wyróżnienia
- 1961 Medal TPSP w Krakowie
- 1962 Wyróżnienie, Biennale Grafiki, Kraków
- 1965 Wyróżnienie, Wystawa Złote Grono, Zielona Góra
- 1966 Nagroda Specjalna, I Międzynarodowe Biennale Grafiki, Kraków
- 1968 Brązowy Medal, Festiwal Sztuk Pięknych, Warszawa
  - II Nagroda, Międzynarodowa wystawa drzeworytu, Bańska Bystrzyca (Słowacja)
  - Nagroda Mera Tokio, Biennale Grafiki, Tokio (Japonia)
- 1969 Wyróżnienie, Ogólnopolski Konkurs Graficzny, Łódź
  - Nagroda. IV Ogólnopolska Wystawa Grafiki, Łódź
- 1970 Nagroda Rektora ASP, III Międzynarodowe Biennale Grafiki, Kraków
- 1971 Nagroda MKiS, Ogólnopolska Wystawa Grafiki, Poznań
- 1973 I Nagroda, Ogólnopolski Konkurs Graficzny, Łódź
  - Medal i wyróżnienie MKiS "Złote Grono", Zielona Góra
- 1975 Nagroda MKiS, Ogólnopolski Konkurs Graficzny, Łódź
  - Nagroda Regulaminowa "Sztuka Faktu", Bydgoszcz
- 1976 Nagroda firmy Rowney
- 1978 Nagroda Fundowana, Ogólnopolska Wystawa Grafiki, Warszawa
- 1979 II Nagroda, Ogólnopolski Konkurs Graficzny im. J. Gielniaka, Jelenia Góra
- III Nagroda, Ogólnopolski Konkurs Graficzny, Łódź
- 1981 Nagroda BWA, Ogólnopolski Konkurs Graficzny, Łódź
- 1983 Wyróżnienie, Ogólnopolski Konkurs Graficzny im. J. Gielniaka, Jelenia Góra
- 1986 Nagroda Regulaminowa, Medal Honorowy, XI Biennale Grafiki, Kraków
- 1987 Nagroda Wojewody, IV Quadriennale drzeworytu, Olsztyn
- II Nagroda, Ogólnopolski Konkurs Graficzny, Łódź
- 1988 Nagroda MKiS, "Primum non nocere", Kraków
- 1989 II Ogólnopolski Konkurs Graficzny, Łódź
- 1991 Nagroda Regulaminowa, Międzynarodowe Triennale Grafiki, Kraków
  - Grand Prix, V Quadriennale drzeworytu, Olsztyn
- 1995 I Nagroda Równorzędna, VI Quadriennale drzeworytu, Olsztyn
  - III Nagroda, Międzynarodowe Triennale Drzeworytu, Bańska Bystrzyca (Słowacja)
- 1997 Nagroda Równorzędna, V Międzynarodowe Triennale Sztuki, Majdanek
  - Grand Prix, IX Ogólnopolski Konkurs Graficzny im. J. Gielniaka, Jelenia Góra
  - Nagroda fundowana Prezesa Zarządu Głównego ZPAP
  - 3 Triennale Grafiki Polskiej, Katowice
  - Nagroda zakup, Międzynarodowa Wystawa Grafiki, Portland (USA)
- 1999 Grand Prix, VII Quadriennale Drzeworytu Polskiego, Olsztyn
- 2003 Wyróżnienie Honorowe 11 Konkurs Graficzny im. J. Gielniaka w Jeleniej Górze